# Слияния и поглощения
Слияния и поглощения (англ. mergers and acquisitions, M&A) — класс экономических процессов укрупнения бизнеса и капитала, происходящих на макро- и микроэкономическом уровнях, в результате которых на рынке появляются более крупные компании.
Слияние — это объединение двух или более хозяйствующих субъектов, в результате которого образуется новая экономическая единица.
- Слияние форм[1] — объединение, при котором слившиеся компании прекращают своё существование в качестве автономных юридических лиц и налогоплательщиков. Компания, образованная путём слияния, берёт под свой контроль и управление все активы и обязательства перед клиентами компаний, принявших участие в слиянии.
- Слияние активов — объединение компаний, при котором:
  - собственники компаний передают исключительные права контроля над своими компаниями создаваемой компании в качестве вклада в уставный капитал;
  - деятельность и организационно-правовая форма компаний сохраняются.

Присоединение — объединение компаний, при котором одна из объединяющихся компаний (основная) продолжает деятельность, а остальные утрачивают свою самостоятельность и прекращают существование в качестве юридических лиц. К основной компании переходят все права и обязательства присоединённых компаний.
Поглощение — сделка, совершаемая с целью установления 100% контроля основного общества над хозяйствующим обществом и осуществляемая путём приобретения более 30 % уставного капитала (акций, долей, и т. п.) поглощаемой компании с возможным последующим присоединением поглощаемой компании к основному обществу.

## Классификационные признаки слияний и поглощений
- Согласованность интеграции
  - Дружественные
  - Враждебные
- Характер интеграции
  - Горизонтальные
  - Вертикальные
  - Родовые
  - Конгломератные
- Национальная принадлежность объединяемых компаний
  - Национальные
  - Транснациональные
- Тип объединяемого бизнес-профиля
  - Производственные
  - Финансовые
- Способ объединения потенциала
  - Корпоративные альянсы
  - Корпорации
- Метод аккумулирования средств на осуществление сделки

## Классификация основных типов слияний и поглощений компаний
В зависимости от характера слияния (интеграции) выделяют следующие виды слияния компаний:
- горизонтальное слияние компаний — объединение в одну компанию двух и более компаний, предлагающих одну и ту же продукцию. Преимущества: увеличение конкурентоспособности и др.;
- вертикальное слияние компаний — слияние некоторого количества компаний, одна из которых — поставщик сырья для другой. Преимущества: снижение себестоимости продукции, увеличение рентабельности производства продукции;
- родовые (параллельные) слияния компаний — объединение компаний, выпускающих взаимосвязанные товары. Например, объединение фирмы, производящей компьютеры, с фирмой, производящей комплектующие для компьютеров. Преимущества: концентрация технологического процесса производства внутри одной компании, возможность оптимизации издержек производства, увеличение рентабельности новой компании (по сравнению суммой рентабельностей компаний, участвовавших в слиянии);
- конгломератные (круговые) слияния компаний — объединение компаний, не связанных между собой какими-либо производственными или сбытовыми отношениями. Слияние такого типа — слияние фирмы одной отрасли с фирмой другой отрасли, не являющейся ни поставщиком, ни потребителем, ни конкурентом. Выгода от такого слияния не очевидна и зависит от конкретной ситуации;
- реорганизация компаний — объединение компаний, задействованных в разных сферах бизнеса. Выгода от такого слияния также зависит от конкретной ситуации.

По географическому признаку сделки слияния можно разделить на:
- локальные;
- региональные;
- национальные;
- международные;
- транснациональные (с участием в сделках транснациональных корпораций).

В зависимости от отношения собственников компаний к сделке по слиянию или поглощению компании можно выделить сделки:
- дружественные;
- враждебные.

По национальной принадлежности можно выделить сделки:
- внутренние (то есть происходящие в рамках одного государства);
- экспортные (с передачей прав контроля иностранным участникам рынка);
- импортные (с приобретением прав контроля над компанией за рубежом);
- смешанные (при участии в сделке транснациональных корпораций или компаний с активами в нескольких различных государствах).

## Юридическое оформление
Как слияние, так и поглощение компаний может достигаться различными правовыми средствами, в частности, путем реорганизации, приобретения акций (долей), а также большей части активов компании. Если слияние происходит в виде слияния как такового (юридические лица прекращают существовать, создается новое юридическое лицо) или присоединения (одно юридическое лицо присоединяется к другому и прекращает существовать), то обычно происходит процедура конвертации акций. Например, Компания № 2 присоединяется к Компании № 1, в этом случае акции Компании № 2 будут погашены и преобразованы, то есть конвертированы в акции Компании № 1 по принятому коэффициенту конвертации. При этом Компания № 1 размещает для этого дополнительное количество своих акций. Коэффициент конвертации акций рассчитывается на самом раннем этапе, закрепляется в договоре о присоединении или слиянии и утверждается общими собраниями акционеров всех компаний. В большинстве случаев коэффициент конвертации определяется как отношение рыночных стоимостей акций компаний, участвующих в реорганизации.

## Мотивы сделок

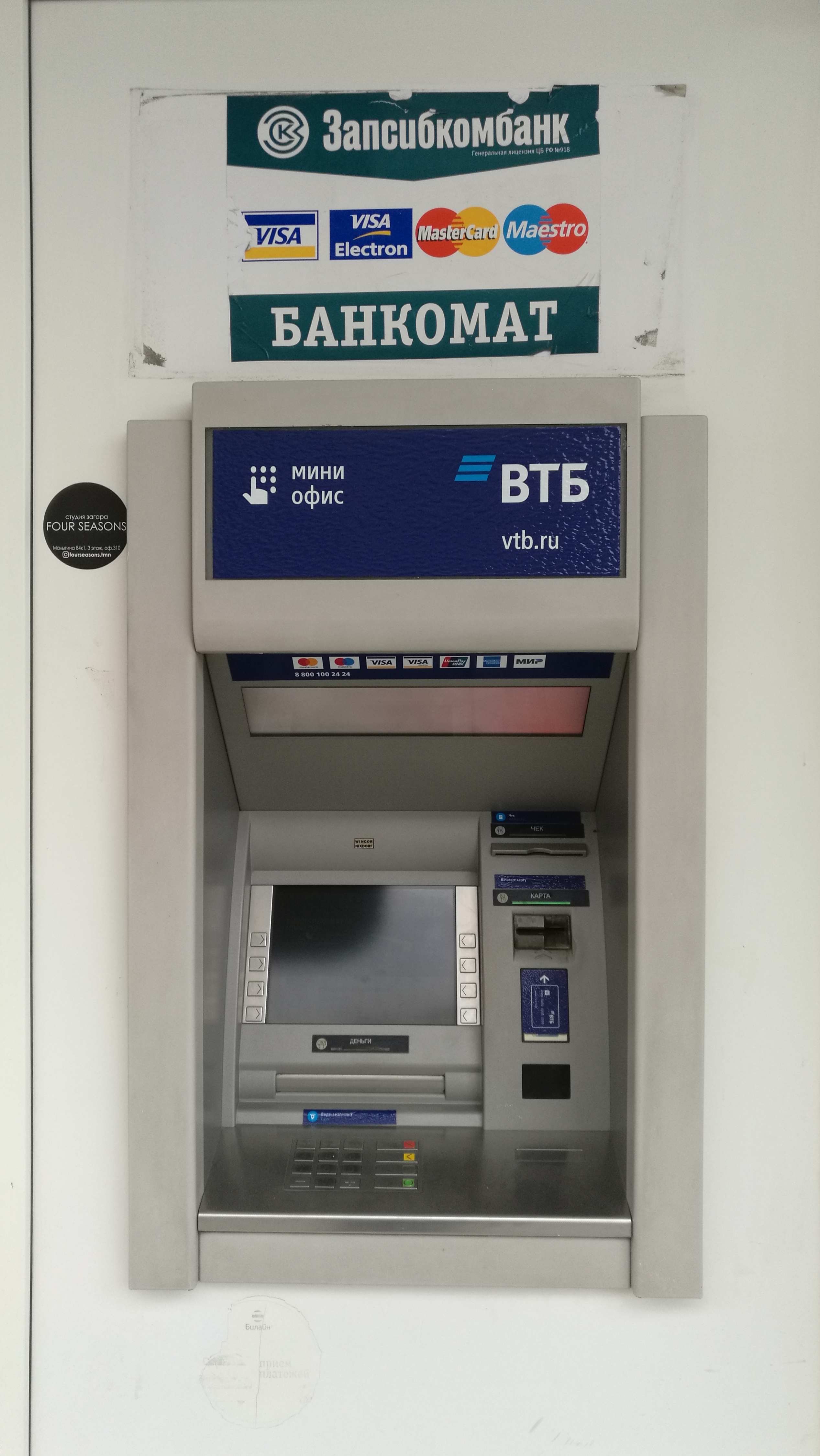
Банкомат Запсибкомбанка, на котором после поглощения его ВТБ появилась наклейка последнего. г. Тюмень, июль 2023 года.

С конца 1980-х годов широкую известность получила «теория гордыни» (англ. hubris theory) Ричарда Ролла, согласно которой поглощения компаний часто объясняются действиями покупателей, убеждённых в том, что все их действия правильны, а предусмотрительность безупречна. В результате они платят слишком высокую цену за достижение своих целей.
Теория агентских издержек акцентирует внимание на конфликте интересов акционеров и менеджеров, который существует, конечно же, не только в слияниях и поглощениях. Наличие собственных интересов может порождать у менеджмента особые мотивы для слияний и поглощений, противоречащие интересам акционеров и не связанные с экономической целесообразностью.
Можно выделить следующие основные мотивы слияний и поглощений компаний:
- стремление к росту;
- синергия — в данном случае взаимодополняющее действие активов двух или нескольких сливающихся в одну компаний, совокупный результат которого намного превышает сумму результатов действий каждой из участвующих в слиянии компаний. (Одним из стимулов к слиянию может быть использование эффекта масштаба производства[5]. Это частный случай эффекта синергии);
- диверсификация;
- «недооценка» поглощаемой компании на финансовом рынке;
- личные мотивы менеджеров;
- повышение качества управления;
- стремление построить монополию;
- мотив демонстрации оптимистических финансовых показателей в краткосрочном периоде.

Поглощение может применяться крупной компанией для того, чтобы дополнить свой ассортимент предлагаемых товаров, как более эффективная в сравнении с организацией нового бизнеса альтернатива, — то есть за счёт приобретения готового предприятия вместо организации нового предприятия.

## Влияние на экономику
Ряд экономистов утверждают, что слияния и поглощения — рядовое явление рыночной экономики и что ротация собственников необходима для поддержания эффективности и предотвращения застоя. Часть управленцев считают, что слияния и поглощения «убивают» честную конкуренцию и не ведут к развитию национальной экономики, так как разрушают стабильность и уверенность в завтрашнем дне, отвлекая ресурсы на защиту от поглощений. По этому поводу существуют противоречивые мнения:
- Ли Якокка в своей книге «Карьера менеджера» осуждает слияния и поглощения, но спокойно смотрит на создание супер-концернов как на альтернативу M&A;
- Юрий Борисов в книге «Игры в „Русский M&A“» описал историю передела собственности в России и создания частных компаний-монстров после приватизации средствами слияний, поглощений и силового рейдерства, как естественный процесс[значимость факта?];
- Юрий Игнатишин в книге «Слияния и поглощения: стратегия, тактика, финансы» рассматривает сделки M&A как один из инструментов стратегии развития компании, который при правильном и проработанном использовании может дать синергетический эффект[значимость факта?].

## Способы защиты от поглощений
Для защиты компании (цели) от поглощения другой компанией (захватчиком) используются среди прочего следующие приёмы:
- «отравленные пилюли» или «капканы» (получение акционерами компании-цели специальных прав, использование которых возможно только в особых случаях. Это позволяет при начале поглощения «размыть»[прояснить] пакет акций компании-захватчика);
- создание акций различных классов (например акций, имеющих разные количества голосов на каждую акцию. Это позволяет основным акционерам удерживать контроль над компанией-целью, владея небольшим количеством акций определённого класса);
- «отпугивание акул» (внесение в устав компании-цели поправок, которые могут отпугнуть возможных захватчиков. Например, добавление поправки, требующей одобрения слияния более чем двумя третями голосов (квалифицированным большинством). К этому же приёму защиты относятся также ступенчатые советы директоров, в которые избираются не сразу все члены, а только часть);
- «выжженная земля» (выполнение действий, которые сделают компанию-цель непривлекательной для захватчика-агрессора. Например, продажа актива, привлекательного для агрессора);
- защитные поглощения (поглощение компанией-целью других компаний с целью увеличения стоимости поглощения захватчиком);
- «макаронная оборона» (выпуск компанией-целью долговых обязательств с условием досрочного возврата кредита в случае смены контролирующего акционера компании. В результате долговые обязательства компании-цели «разбухнут», как макароны при варке);
- выкуп акций и гринмейл (акции выкупаются у акционеров по цене, превышающей цену, предложенную рейдером. При гринмейле акции выкупаются по более высокой цене только у агрессора);
- судебные иски[6].

## Крупнейшие слияния и поглощения

### Сделки 1990-х годов
| Место | Год  | Приобретатель        | Приобретённый           | Стоимость транзакции, млрд. $ |
| ----- | ---- | -------------------- | ----------------------- | ----------------------------- |
| 1     | 1999 | Vodafone Airtouch    | Mannesmann              | 183.0                         |
| 2     | 1999 | Pfizer               | Warner-Lambert          | 90.0                          |
| 3     | 1998 | Exxon                | Mobil                   | 77.2                          |
| 4     | 1999 | Citicorp             | Travelers Group         | 73.0                          |
| 5     | 1999 | SBC Communications   | Ameritech Corporation   | 63.0                          |
| 6     | 1999 | Vodafone Group       | AirTouch Communications | 60.0                          |
| 7     | 1998 | Bell Atlantic        | GTE                     | 53.4                          |
| 8     | 1998 | BP                   | Amoco                   | 53.0                          |
| 9     | 1999 | Qwest Communications | US WEST                 | 48.0                          |
| 10    | 1997 | Worldcom             | MCI Communications      | 42.0                          |

### Сделки с 2000 года по настоящее время.
| Место | Год  | Приобретатель                          | Приобретённый                  | Стоимость транзакции, млрд. $ |
| ----- | ---- | -------------------------------------- | ------------------------------ | ----------------------------- |
| 1     | 2000 | Слияние: America Online Inc. (AOL)     | Time Warner                    | 164.747                       |
| 2     | 2000 | Glaxo Wellcome                         | SmithKline Beecham             | 75.961                        |
| 3     | 2004 | Royal Dutch Petroleum Co.              | Shell Transport & Trading Co   | 74.559                        |
| 4     | 2006 | AT&T Inc.                              | BellSouth Corporation          | 72.671                        |
| 5     | 2001 | Comcast Corporation                    | AT&T Broadband & Internet Svcs | 72.041                        |
| 6     | 2004 | Sanofi-Synthelabo SA                   | Aventis SA                     | 60.243                        |
| 7     | 2000 | Отделение: Nortel Networks Corporation |                                | 59.974                        |
| 8     | 2002 | Pfizer                                 | Pharmacia Corporation          | 59.515                        |
| 9     | 2004 | JP Morgan Chase & Co                   | Bank One Corp                  | 58.761                        |

#### Сделки 2009—2012 годов
- Pfizer приобрёл Wyeth за 64.5 млрд. $
- Merck приобрёл Schering-Plough за 46 млрд. $
- MTN приобрёл Bharti за 23 млрд. $

Сделки Pfizer и Merck перевалили в сумме за 100 млрд. $, поскольку рынок лекарств наименее пострадал из-за финансового кризиса и сумел сохранить стабильные денежные потоки.

#### Сделка 2013 года
В 2013 году фирма Microsoft приобрела подразделение фирмы Nokia, занимающееся мобильными устройствами (Devices and Services), за 7,17 миллиарда долларов (5,44 миллиарда евро — 3,79 миллиарда за саму компанию и 1,65 за патентное портфолио). Microsoft заплатила за Nokia и её патенты меньше, чем заплатила в 2011 году за Skype (8,5 миллиарда долларов).

## В России
В России анализ рынка M&A и рейтинг наиболее важных сделок регулярно публикует информационное агентство AK&M и газета «Коммерсант».
- 2021[19][20][21];
- 2022[22][23];
- 2023[24]
- 2024[25]